# إياد الرنتيسي
إياد الرنتيسي (أبو أحمد؛ 1971 - 17 نوفمبر 2023) هو طبيب نسائية فلسطيني، شغل منصب رئيس قسم الولادة بمستشفى كمال عدوان في بيت لاهيا شمالي قطاع غزة، وعمل أيضاً في مستشفى أصدقاء المريض.

## سيرته
ولد إياد أحمد الرنتيسي في غزة عام 1971، وخلال الحرب الفلسيطنية الإسرائيلية تم اعتقاله على حاجز نتساريم مع الدكتور محمد أبو سلمية أثناء اقتحام مستشفى كمال عدوان وإجبار الجميع على إخلائه وذلك في العاشر من نوفمبر 2023، حيث تم نقله لمركز تحقيق إسرائيلي تابع لجهاز الشاباك بمدينة عسقلان. وبعد أسبوع من تاريخ اعتقاله أي في السابع عشر من نوفمبر استشهد الرنتيسي خلال التحقيق معه حيث تعرض لكافة أنواع التعذيب من صعق بالكهرباء والضرب، لكن الاحتلال تكتّم على استشهاده وأصدرت محكمة الصلح أمراً قضائياً بمنع نشر أي خبر يتعلق بالقضية لمدة تزيد عن ستة أشهر حسب ما جاء في صحيفة هآرتس الإسرائيلية. وقد انتهت صلاحية القرار في مايو 2024. وتم الإعلان رسمياً عن خبر استشهاده في 18 يوينو 2024.